# Accident du Lockheed C-130 Hercules algérien
L'accident du Lockheed C-130 Hercules des Forces aériennes algériennes a eu lieu le 11 février 2014. L'avion qui relie la ville de Tamanrasset à celle de Constantine, s'écrase sur le mont Fortas dans la wilaya d'Oum El Bouaghi aux environs de 11h00 (TU), causant la mort de 77 personnes et faisant un blessé grave.
L'appareil qui avait à son bord 74 passagers et 4 membres de l'équipage, transportait des militaires et des familles de militaires. Selon les spécialistes, les conditions météorologiques très critiques ainsi que les chutes de neige seraient à l'origine de l'accident.

## Déroulement des faits
À 6 h 0, un Lockheed C-130 Hercules immatriculé 7T-WHM, décolle de l’aéroport de Tamanrasset, en Algérie. L’avion de transport militaire transporte à son bord, 103 personnes, principalement des officiers, accompagné d'élèves officiers, d'instructeurs, d'appelés et de membres des familles de militaires. La plupart d’entre eux sont de nouveaux militaires qui viennent de terminer leur formation à l’école d’infanterie d’In M’guel.
À 8 h 0, la neige fait son apparition dans la région de Constantine.
À 8 h 45, l’avion qui a fait escale, comme le prévoit l’itinéraire classique, à Ouargla, redécolle pour Constantine. Des passagers descendent et ils ne sont plus que 78 personnes à bord de l'appareil pour repartir.
À 11 h 30, la météo du côté de Constantine s’améliore. Le Metar (Meteorogical Aerodrome Report), qui mesure les conditions atmosphériques au-dessus de l’aérodrome, indique, à 11h30 et 12h, des vents de 34 km/h et une visibilité horizontale de 8 000 m.
Un peu avant midi, la tour de contrôle de l’aéroport de Constantine perd le contact avec l’avion. Le mont Fertas culmine à 1 258 m mais l’appareil vole 800 m trop bas. Alors qu’il amorce sa descente, l'avion de transport militaire percute l’arête d’une clairière au sommet du Djebel Fertas, vers la wilaya d'Oum El Bouaghi. Des témoins affirment que la montagne était enveloppée d’un épais brouillard au moment de l'accident.
Le commandant de bord a tenté un atterrissage d'urgence vers la base aérienne d'Oum El Bouaghi en vain. Le commandant a pu entrer en contact avec la tour de contrôle peu avant l'accident, pour demander de se poser en urgence mais l'appareil s'est tout de même écrasé.
77 personnes ont péri et une autre a été grièvement blessée dans le crash. Le survivant, transporté à l'aéroport militaire de Constantine, souffre d'un traumatisme crânien. C'est le pire accident aérien sur sol algérien depuis le crash du vol 6289 Air Algérie en 2003.

## Enquête
La boîte noire a été rapidement retrouvée en « bon état » sur le site du crash de l'appareil, au lendemain de la catastrophe. 76 corps, dont 4 femmes, ont été récupérés par les secouristes.
Selon une source proche de l'enquête, l'avion de transport militaire, pris dans de violents vents et victime d'une mauvaise visibilité dû aux conditions météorologiques difficiles, est tombé « nez en avant ». Le ministère de la Défense ajoute que « les conditions météorologiques très défavorables avec un orage accompagné de chutes de neige seraient à l'origine de ce crash». L’enquête reste toujours en cours.

## Réaction
Abdelaziz Bouteflika a décrété un deuil national de 3 jours. « Les soldats qui ont péri dans le crash sont des martyrs du devoir.» Le vendredi sera consacré « au recueillement à leur mémoire » dans tout le pays et dans toutes les mosquées, a-t-il annoncé.